# Wortley, South Yorkshire
Wortley är en civil parish i Storbritannien.   Den ligger i distriktet Barnsley i South Yorkshire i riksdelen England, i den centrala delen av landet, 240 km norr om huvudstaden London.